# کازویوشی میورا
کازویوشی میورا (به انگلیسی: Kazuyoshi Miura) بازیکن فوتبال اهل ژاپن و عضو تیم ملی فوتبال ژاپن بود که در تاریخ ۲۶ سپتامبر ۱۹۹۰ میلادی اولین بازی ملی‌اش را انجام داد. او در ۸۹ بازی ملی حضور داشت و آخرین بازی ملی خود را در تاریخ ۶ ژوئن ۲۰۰۰ میلادی انجام داد. کازویوشی میورا در بازی‌های ملی‌اش ۵۵ گل به ثمر رساند.
این بازیکن در حالی که تولد ۵۰ سالگی خود را جشن می‌گرفت در بازی تیم‌های یوکوهاما و ماتسوما یاماگا به میدان رفت. این بازیکن که فصل قبل از آن در ۲۰ بازی موفق به زدن ۲ گل شده بود قراردادش برای یک فصل دیگر تمدید شد و تبدیل به تنها بازیکنی شد که تا رسیدن به این سن در فوتبال حضور دارد.
او علاوه بر فوتبال در رشته فوتسال نیز فعال بوده است. میورا برای تیم ملی فوتسال ژاپن ۶ بار به میدان رفت و موفق شد یک گل به ثمر برساند.
میورا که به او لقب «کینگ کازو» را دادند فوتبال را از سال ۱۹۸۶ آغاز کرد و در باشگاهایی نظیر سانتوس، پالمیراس، جنوا، دینامو زاگرب و اف سی سیدنی بازی کرد. میورا در سال ۱۹۹۳ بهترین بازیکن فوتبال آسیا شد.